# Nonamer
Nonamer v biologii a chemii označuje molekulu složenou z devíti menších podjednotek, tzv. monomerů, navzájem kovalentně vázaných, nebo i devět molekul vázaných slabšími mezimolekulárními interakcemi (iontovou vazbou, vodíkovými můstky nebo van der Waalsovými silami). Nonamery jsou speciálním případem oligomerů. Jsou-li podjednotky nonameru identické, nazývá se homononamerem.